# Tomas Earnshaw

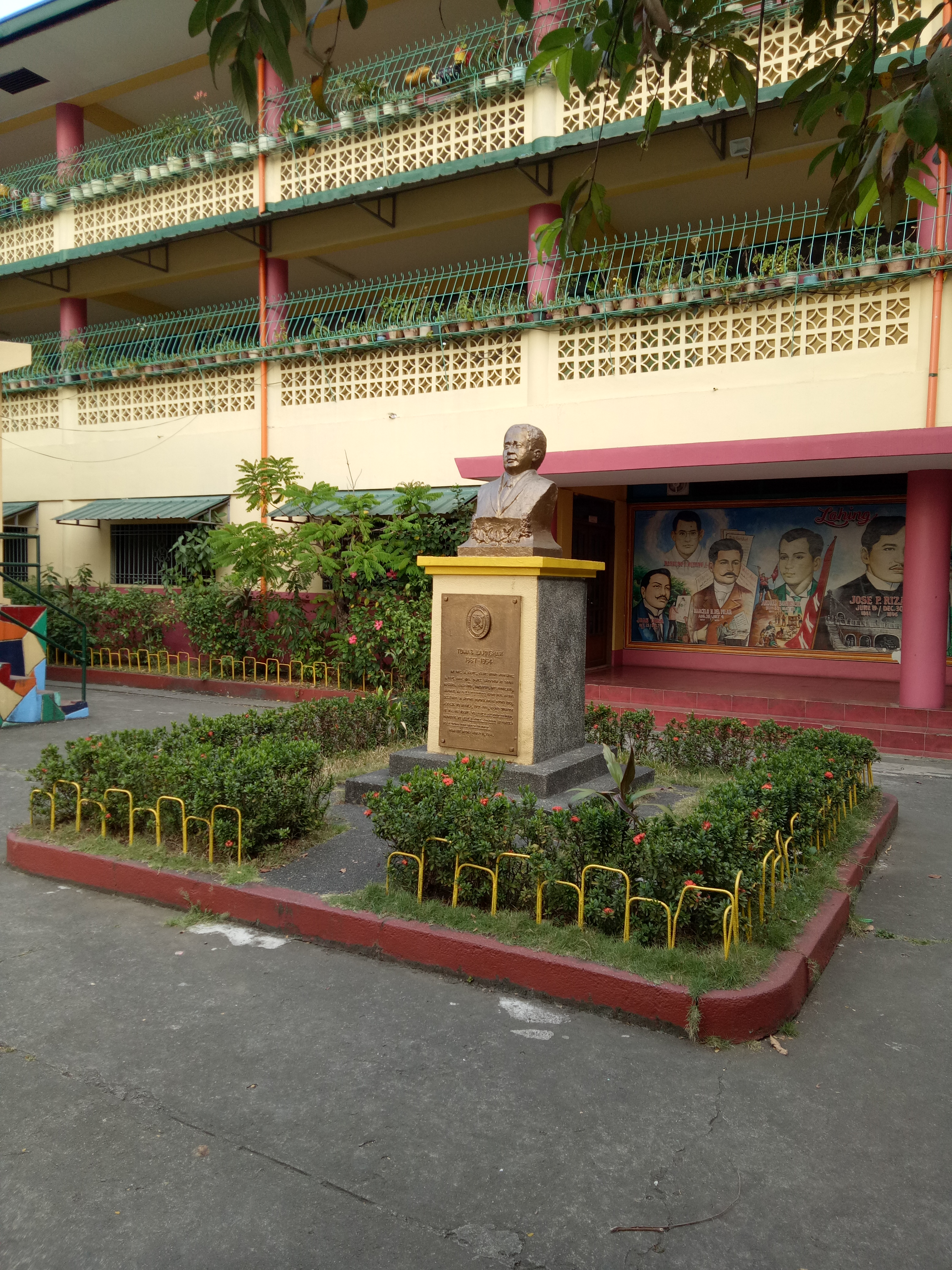
Borstbeeld van Tomas Earnshaw in Manilla

Tomas Earnshaw (Cavite City, 5 november 1867 - Manilla, 11 maart 1954) was een Filipijns ingenieur en burgemeester van Manilla.

## Biografie

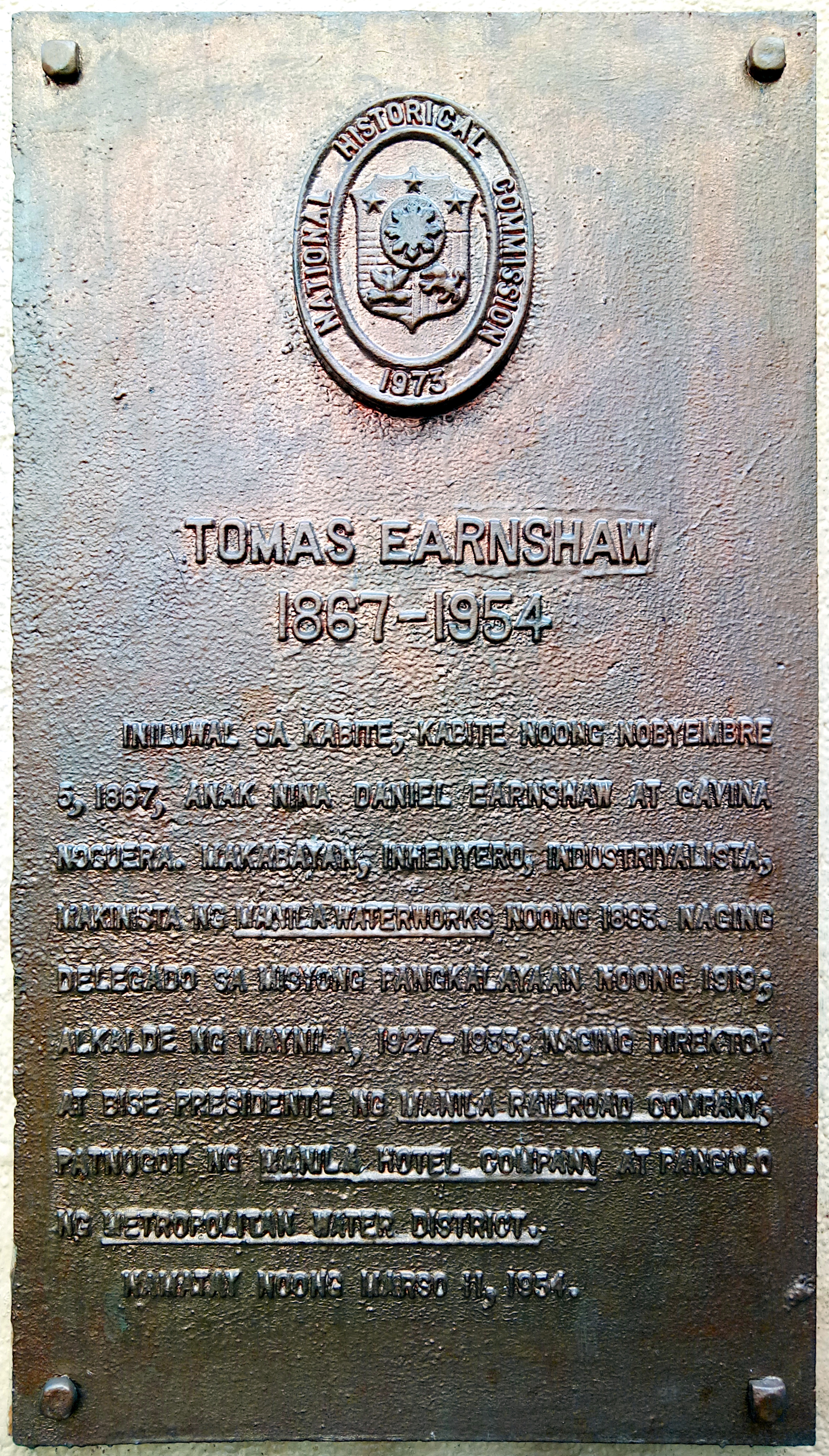
Gedenkplaat

Tomas Earnshaw werd geboren op 5 november 1867 in Cavite. Zijn ouders waren Gavina Noguera en Daniel Earnshaw, een Engels scheepsbouwkundig ingenieur. Tomas Earnshaw studeerde aan de Ateneo de Manila en werd daarna tot hij 20 was in zijn vaders werkplaats opgeleid tot werktuigbouwkundige. Hij werkte als werktuigbouwkundige in de machinekamer van verschillende veerboten tussen de diverse Filipijnse eilanden. Hij behaalde zijn diploma's voor scheepsbouwkundige ingenieur en werd in 1893 aangenomen voor Manila Waterworks. Na vier jaar volgde een benoeming tot perito mecanico reconocedor (expert mechanisch ingenieur) voor schepen in de haven van Manilla. Vanaf 1899 was hij hoofdingenieur van Boyles en Earnshaw Shops. Dit bedrijf dat vanaf 1912 Earnshaw Slipways and Engineering Company heette was succesvol. Later werden de aandelen van het bedrijf opgekocht door Honolulu Iron Works. Nadien heette het Earnshaw Deck and Honolulu Irons Works
In 1919 was Earnshaw een van de deelnemers aan de Filipijnse onafhankelijkheidsmissie naar de Verenigde Staten onder leiding van Manuel Quezon. In 1927 werd hij benoemd tot burgemeester van de Filipijnse hoofdstad Manilla, nadat de herbenoeming van zittend burgemeester Miguel Romualdez werd afgewezen door de Filipijnse Senaat. In zijn periode als burgemeester werd het wegennet van Manilla uitgebreid. De meest bekend nieuwe weg was Dewey Boulevard, het tegenwoordige Roxas Boulevard. Andere bouwprojecten die werden afgerond waren het Metropolitan Theater, Harison park en Emilio Jacinto Elementary School. In 1935 werd hij als burgemeester opgevolgd door Juan Posadas
Earnshaw leidde ook diverse grote Filipijnse bedrijven. Zo was hij onder andere directeur van de Bank of the Philippine Islands, vicepresident en directeur van Manila Railroad Company, directeur van Manila Hotel en president van het Metropolitan Water District.
Tomas Earnshaw overleed in 1954 op 86-jarige leeftijd. Hij was getrouwd met Carmen Fernandez Diaz en kreeg met haar een dochter, genaamd Carmen. Na de dood van zijn eerste vrouw in 1895 trouwde hij in 1905 met Mary Ellson. Met haar kreeg hij twee zonen: Luis en Manuel.